# Norgestrel
El norgestrel es una progestina usada en anticonceptivos hormonales. El norgestrel es una mezcla de dos estereoisómeros, dextro-norgestrel (CAS# 797-64-8) y levo-norgestrel (CAS# 797-63-7). Sólo el levonorgestrel es biológicamente activo. Por lo tanto, mientras algunos medicamentos podrían contener dextronorgestrel, con frecuencia se etiquetan sólo en términos de su contenido levonorgestrel, ignorando al isómero inerte.